# Мамоново (Гагаринский район)
Мамо́ново — деревня в Гагаринском районе Смоленской области России. Входит в состав Серго-Ивановского сельского поселения. Население — 312 жителей (2007).
Расположена в северо-восточной части области в 16 км к юго-западу от Гагарина, в 8 км севернее автодороги М1 «Беларусь», на берегу реки Долгож. В 1,5 км восточнее деревни расположена железнодорожная станция Серго-Ивановская на линии Москва — Минск.

## История
В годы Великой Отечественной войны деревня была оккупирована гитлеровскими войсками в октябре 1941 года, освобождена в марте 1943 года.